# Filip Bandžak
Filip Bandžak (* 10. září 1983 Pardubice), je český operní pěvec, baryton. Je znám interpretační všestranností a jasným hlasem se sametovým zabarvením.
Profesionální pěveckou kariéru začal ve svých 12 letech na scéně pražského Národního divadla. Je laureátem prestižních mezinárodních pěveckých soutěží. Kromě své divadelní a koncertní činnosti reprezentuje Českou republiku v zahraničí.

## Život
Filip Bandžak se narodil v Pardubicích. Svoji pěveckou kariéru zahájil v Kühnově dětském sboru pod vedením Jiřího Chvály. Po vítězství sboru na mezinárodní soutěži European Grand Prix for Choral Singing (Velká cena Evropy za zpěv) v roce 1998 ve španělské Tolose odešel ze sborové scény. Svoji sólovou dráhu zahájil již v roce 1993, kdy vystupoval v Česku, Německu a v Polsku v hlavní roli dětské opery Hanse Krásy Brundibár. Svůj první „malý úspěch na velké scéně“ dosáhl již ve svých 11 letech na scéně pražského Národního divadla v roli Pážete v opeře G. Verdiho Rigoletto, debutoval ve Státní Opeře v Praze v roli malíře Marcella v opeře Bohéma G. Pucciniho.
Po absolvování studia – oborů psychologie a hudební kultura na Západočeské univerzitě v Plzni, opery na Hudební fakultě Ruské akademie múzických umění v Moskvě (GITIS) ve třídě Rozetty Němčinské, pod vedením sólisty Velkého divadla v Moskvě, národního umělce RSFSR, barytonisty Jurije Věděnějeva a národní umělkyně RSFSR, Světlany Varguzovové, po návratu do České republiky vystupoval v koncertních sálech a divadlech mnoha měst České republiky jako např. v pražském Národním divadle, v pražském Obecním domě a v Rudolfinu, v Libereckém divadle F. X. Šaldy, v Plzeňském divadle Josefa Kajetána Tyla, a dále na Slovensku, v Rakousku, Itálii, Polsku, Maďarsku, Německu, Řecku, Francii, Belgii, Španělsku, Holandsku, Slovinsku, Estonsku, Rusku, na Ukrajině, v Kazachstánu, Malajsii, Singapuru, Číně a v Kanadě. Od ukončení studia úzce spolupracuje ve Vídni s legendárním ruským basistou, národním umělcem SSSR, Kammersänger, Jevgenijem Nestěrenkem.
Filip Bandžak reprezentuje Českou republiku v zahraničí, na mezinárodních hudebních festivalech, na prestižních mezinárodních pěveckých soutěžích.
Je laureátem Mezinárodní soutěže Mikuláše Schneidera-Trnavského na Slovensku, získal I. cenu na Mezinárodní soutěži Antonína Dvořáka v Karlových Varech. Stal se laureátem největší a nejprestižnější soutěže v Asii – Čínské mezinárodní pěvecké soutěže (CIVC) v Ning-pu, kde současně získal Grand Prix za nejlepší interpretaci čínské árie v čínském jazyce. V řeckých Aténách se stal laureátem i jedné z nejprestižnějších světových soutěží – Mezinárodní soutěže Maria Callas Grand Prix 2009, která se konala pod záštitou Ministerstva kultury Řecka a UNESCO. V Ruském Pljosu se stal laureátem První mezinárodní pěvecké soutěže F. I. Šaljapina. Opakovaně vystupuje na mezinárodních hudebních festivalech, jako jsou Bartók+ v maďarském Miškolci, na největším Mezinárodním asijském hudebním festivalu v čínském Harbinu, na největším evropském varhanním festivalu v Ruské Samaře. S velkým úspěchem představil tvorbu současných českých skladatelů na Mezinárodním hudebním festivalu soudobé hudby v peruánské Limě. Pravidelně se účastní turné se sólisty Velkého divadla v Moskvě, spolupracuje s Mariinským divadlem v Petrohradu, získal nejvyšší ocenění Evropské unie umění v oblasti operního zpěvu – Zlatá Europea.